# Lotus 109
A Lotus 109 egy Formula–1-es versenyautó, amelyet a Team Lotus tervezett az 1994-es Formula–1 világbajnokságra. Az autót a Mugen-Honda V10-es motorja hajtotta. Johnny Herbert volt a szezon során a legtovább a csapat pilótája. Mika Salo, Pedro Lamy, Alex Zanardi, Philippe Adams és Éric Bernard voltak a szezon során a csapat pilótái. A szezon végén csődeljárás indult a csapat ellen.

## Az idény
A csődközeli helyzetben lévő Lotus nem tudott költeni fejlesztésekre, így az előző évi Lotus 107-es C-variánsát használták az idény első néhány versenyén. A 109-es modell a spanyol nagydíjon mutatkozott be, ahol Johnny Herbert és a durva tesztbalesetben megsérült Pedro Lamyt helyettesítő Alex Zanardi vezettek - igaz, itt és Kanadában még csak az egyik autó volt készen, ezért Zanardi csak tesztelt vele. Pontot nem sikerült szerezniük, az olasz nagydíjon volt egy felvillanásuk, mely során Herbert a negyedik helyről indulhatott, de a rajt után nem sokkal kiesett. Ez sorsdöntő futam volt, ugyanis a Mugen-Honda és több befektető is ennek eredményétől tette függővé további támogatását. A kudarc miatt kétségbeejtő helyzetbe került a Lotus: fizetős pilótaként két futamra beült az autójukba Philippe Adams, majd Johnny Herbert is otthagyta őket. Zanardi az idény végéig kitartott, de a másik autóba beült egy versenyre Éric Bernard, valamint az utolsó két futamra Mika Salo is.
Ez volt a csapat által épített utolsó autó, a következő idényre szánt 112-es modellről csak egy makett készült el, illetve néhány legyártott részegység, mielőtt a Lotus csődbement volna.

## Eredmények
(Táblázat értelmezése)

(Félkövér: pole-pozícióból indult; dőlt: leggyorsabb kört futott) 

| Év   | Csapat     | Motor                | Gumi | Versenyzők     | 1   | 2   | 3   | 4   | 5   | 6   | 7   | 8   | 9   | 10  | 11  | 12  | 13  | 14  | 15  | 16  | Pont | Helyezés |
| ---- | ---------- | -------------------- | ---- | -------------- | --- | --- | --- | --- | --- | --- | --- | --- | --- | --- | --- | --- | --- | --- | --- | --- | ---- | -------- |
| 1994 | Team Lotus | Mugen-Honda MF-351HB | G    |                | BRA | PAC | SMR | MON | ESP | CAN | FRA | GBR | GER | HUN | BEL | ITA | POR | EUR | JPN | AUS | 0    | NR       |
| 1994 | Team Lotus | Mugen-Honda MF-351HB | G    | Johnny Herbert |     |     |     |     | KI  | 8   | 7   | 11  | KI  | KI  | 12  | KI  | 13  |     |     |     | 0    | NR       |
| 1994 | Team Lotus | Mugen-Honda MF-351HB | G    | Alex Zanardi   |     |     |     |     |     |     | KI  | KI  | KI  | 13  |     | KI  |     | 16  | 13  | KI  | 0    | NR       |
| 1994 | Team Lotus | Mugen-Honda MF-351HB | G    | Philippe Adams |     |     |     |     |     |     |     |     |     |     | KI  |     | 16  |     |     |     | 0    | NR       |
| 1994 | Team Lotus | Mugen-Honda MF-351HB | G    | Éric Bernard   |     |     |     |     |     |     |     |     |     |     |     |     |     | 18  |     |     | 0    | NR       |
| 1994 | Team Lotus | Mugen-Honda MF-351HB | G    | Mika Salo      |     |     |     |     |     |     |     |     |     |     |     |     |     |     | 10  | KI  | 0    | NR       |

## Forráshivatkozások
1. ↑  Legendák a lejtőn – Lotus (magyar nyelven). Napi F1 sztori, 2022. június 8. (Hozzáférés: 2024. október 8.)